# ドウガテック
株式会社ドウガテックは、動画関連の教育を事業とする日本の企業。
動画の作り方を初心者向けに教えるウェブメディア『カンタン動画入門』や、セミナー『カンタン動画入門教室』の主催、企業大学地方自治体向けでの動画の運用方法のコンサルティングや講演などをおこなっている。コンセプトは『動画づくりをもっとみぢかに！』。

## 沿革
代表取締役の内村航は、2012年から動画制作入門サイト『カンタン動画入門』の運営を開始した。2016年に東京から九州に移住し、『カンタン動画入門教室』を主催するようになる。2017年10月20日にドウガテックを法人登記した。2021年03月30日本社を大分県大分市から北海道札幌市に移転。2023年3月大分県大分市に移転。

## カンタン動画入門
動画の作り方を初心者向けに解説するウェブメディア。パソコンやスマートフォン、動画編集ソフトやアプリを使った動画の作り方などを掲載している。

## 書籍
- 暮らしvlogのはじめ方 朝日新聞出版 (2021/9/7)
- 逆引きiMovie動画編集―「やりたいこと」の手順がスグに解る! (I・O BOOKS)　工学社 (2014/9/1)
- 月刊BAN　2020年12月号 特集　動画で伝える広げる

## 動画編集・変換ソフトウェア開発
動画に関するソフトウェア開発も行っている。
- ドウガテックエンコーダー：Windows用の無料動画変換ソフト。動画ファイルをコーデック、解像度、画質、フレームレート、出力形式、音声コーデック、音声ビットレート、サンプルレート、チャンネルやプリセット、カスタムプリセットを基に一括変換できる。またファイル名を「指定文字＋連番」で一括変換することも可能。